# Consell Pontifici Cor Unum
El Consell Pontifici Cor Unum per a la promoció humana i cristiana va ser un consell pontifici que formava part de la Cúria Pontifícia de l'Església Catòlica. Fundat pel papa Pau VI el 15 de juliol del 1971 amb la carta Amoris Officio, tenia la seu a Roma.
La seva missió era triple: l'entitat duia a terme les accions humanitàries que proposava el Papa per ajudar les persones que han patit guerres, desastres naturals o bé que necessitin accions de promoció humana. També treballava perquè enmig de la fraternitat humana s'hi vegi la caritat de Cristi. Finalment, treballava per la coordinació i cooperació de les entitats humanitàries catòliques en favor del desenvolupament integral de la persona. Entre el 1995 i el 2003 va distribuir més d'11 milions d'euros de donacions per aquestes necessitats.
El consell s'organitzava amb un president, secretari, subsecretari, 38 membres i 9 consultors, tots ells nomenats per períodes de cinc anys, a més d'un personal permanent de nou persones. L'últim president fou l'arquebisbe Robert Sarah i el secretari l'arquebisbe Giovanni Pietro Dal Toso.

## Presidents
- El cardenal Jean-Marie Villot † (15 de juliol 1971 - 4 de setembre 1978)
- El cardenal Bernardin Gantin † (7 de novembre de 1977 - 8 d'abril de 1984)
- El cardenal Roger Etchegaray Marie Elie (8 d'abril de 1984 - 2 de desembre de 1995)
- El cardenal Paul Josef Cordes (2 de desembre de 1995 - 7 d'octubre 2010)
- El cardenal Robert Sarah, (7 d'octubre 2010 - 24 de novembre de 2014)